# Филиппово (Коми)
Филиппово (коми Филиппов) — деревня в Усть-Цилемском районе Республики Коми России. Входит в состав муниципального образования сельского поселения «Трусово».

## История
В «Списке населенных мест Российской империи», изданном в 1861 году, населённый пункт упомянут как деревня Филипповская Мезенского уезда (2-го стана), при реке Цыльме, расположенная в 651 версте от уездного города Мезень. В деревне насчитывалось 4 двора и проживало 20 человек (9 мужчин и 11 женщин).

По состоянию на 1920 год, в деревне Филипповской имелось 22 двора и проживало 137 человек (65 мужчин и 72 женщины). В административном отношении деревня входила в состав Кривомежного общества Устьцилемской волости Печорского уезда.

## География
Деревня находится в северо-западной части Республики Коми, на левом берегу реки Цильма, на расстоянии примерно 47 километров (по прямой) к западу от села Усть-Цильма, административного центра района. Абсолютная высота — 54 метра над уровнем моря.

### Часовой пояс
Деревня Филиппово, как и вся Республика Коми, находится в часовой зоне МСК (московское время). Смещение применяемого времени относительно UTC составляет +3:00.

## Население
| 2010 |
| ---- |
| 368  |

Гендерный состав
По данным Всероссийской переписи населения 2010 года в гендерной структуре населения мужчины составляли 52,4 %, женщины — соответственно 47,6 %.
Национальный состав
Согласно результатам переписи 2002 года, в национальной структуре населения русские составляли 97 %.

## Инфраструктура
В деревне функционируют начальная школа — детский сад, фельдшерско-акушерский пункт, сельский дом культуры, библиотека и четыре магазина.

## Улицы
Уличная сеть деревни состоит из трёх улиц.